# 斯莫切沃灣

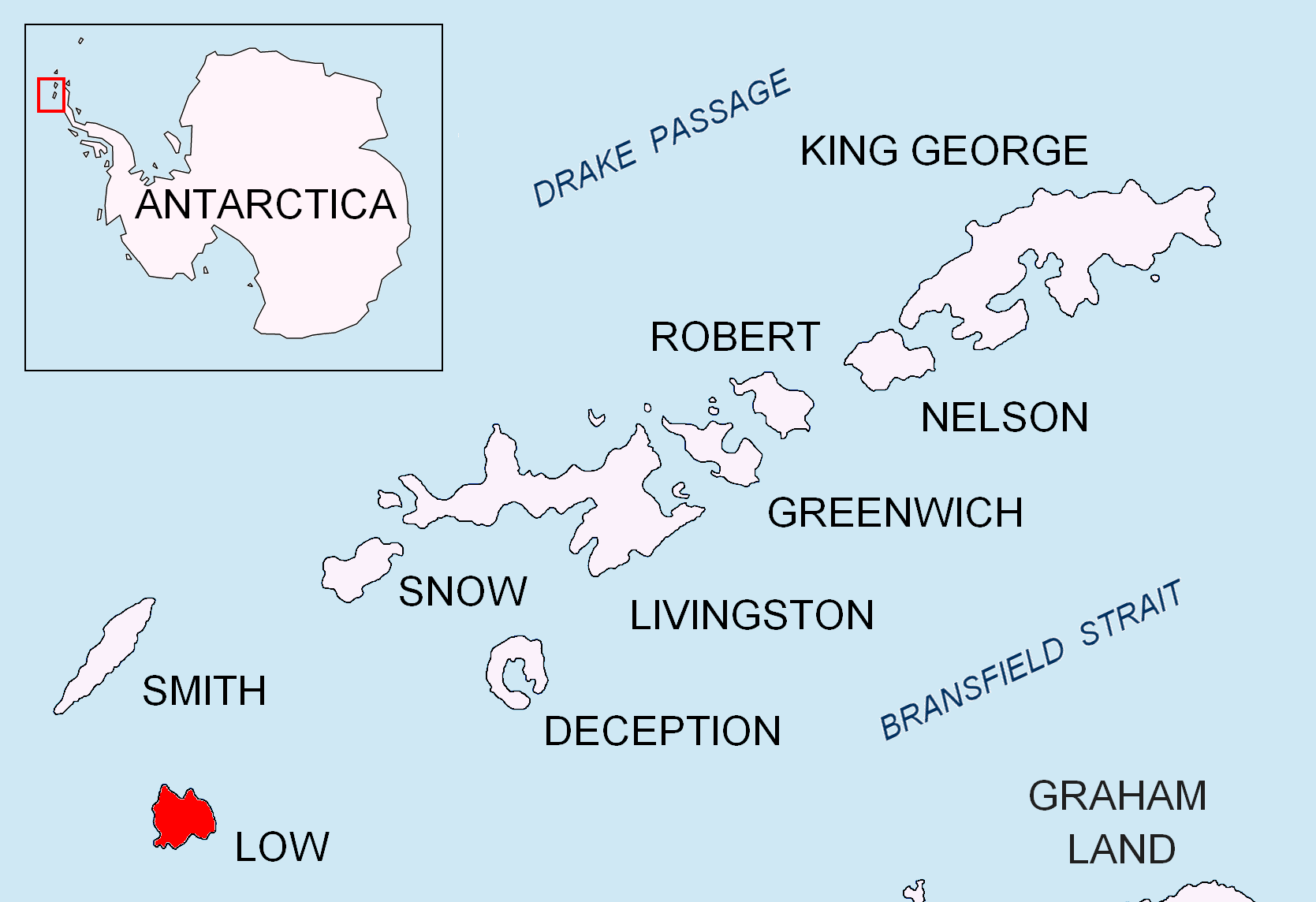

斯莫切沃灣（英語：Smochevo Cove）是南極洲的海灣，位於南設得蘭群島的洛島西北岸，長0.85公里、寬1.6公里，南面是華萊士角、澤比爾島和格盧姆切島，以保加利亞西部城鎮命名，現時由南極條約體系管理。